# Пионер P-31
Pioneer P-31 (также известный как Atlas-Able 5B или Pioneer Z) — зонд для исследования Луны с её орбиты, неудачно запущенный в рамках американской космической программы «Пионер» на носителе Atlas 91D 15 декабря 1960 года. Носитель с зондом потерпел аварию через минуту после запуска, упал в Атлантический океан на расстоянии 12-20 км от мыса Канаверал и затонул на глубине около 20 метров.
В задачи Pioneer P-31 как высокоинструментального зонда входило исследование пространства между Землей и Луной, разработка технологий управления космическими кораблями с Земли. Зонд был оснащён оборудованием для телевизионной съёмки лунной поверхности, оценки массы Луны и топографии полюсов, регистрации распределения и скоростей микрометеоритов, исследования излучений, магнитных полей и низкочастотных электромагнитных волн в космосе. В случае успешного запуска мог бы стать первой автономной двигательной установкой Соединенных Штатов, способной работать на протяжении многих месяцев после запуска на больших расстояниях от Земли. 